# Modesto Higueras Cátedra
Modesto Higueras Cátedra (Santisteban del Puerto, 10 de febrer de 1910 - † Madrid, 10 de novembre de 1985) va ser un actor i director teatral espanyol.

## Biografia
Fill de l'escultor Jacinto Higueras i Juana Cátedra Segura, i germà de l'actor i escultor Jacinto. Es va llicenciar en Dret per la Universitat de Madrid, però no va exercir.
El 1929 representa Pedro Muñoz Seca en l'obra El roble de la Sarosa. Estant en la universitat s'assabenta que Federico García Lorca està realitzant proves entre els estudiants per a formar una companyia que divulgués el teatre espanyol per tota la geografia espanyola. El seu germà Jacinto i ell es presenten a la convocatòria. El tribunal estava format pels catedràtics Pedro Salinas, Américo Castro, el jove escriptor Eduardo Ugarte i el mateix Lorca. Els exercicis consistien en lectures en prosa i vers i en declamació. Els germans Modesto i Jacinto Higueras són triats passant a formar part del grup La Barraca, nom que es va deure al fet que Federico García Lorca volia instal·lar per la zona de Glorieta de Cuatro Caminos una barraca-teatre per a representacions populars.
Dissortadament la guerra civil espanyola (1936-1939) va posar fi a aquest projecte i a la vida del mateix autor del projecte, Lorca. Higueras, però, en va recollir el testimoni. Després del parèntesi que va suposar la contesa, Modesto prossegueix la seva activitat teatral però ara com a director d'escena.
L'any 1941, José Miguel Guitarte li encarrega la creació d'un teatre universitari a semblança del fundat per Lorca, així neix el T.E.U. (Teatro Español Universitario) del que en sortirien actors com José Luis López Vázquez, Valeriano Andrés molts altres. Modesto es posa a treballar i convoca en la Facultat de Filosofia i Lletres als primers estudiants per a realitzar les proves a semblança de les que ell va passar per començar en la Barraca.
Modest Figueres porta per primera vegada a Espanya autors tan importants com Thornton Wilder, E. Fulchignoni (El ayunador), Ferguson (Atardecer), Synge (Jinete hacia el mar), sense oblidar els clàssics: Lope de Rueda, Cervantes, Tirso de Molina, Calderón de la Barca, Lope de Vega, així com autors moderns com Miguel Mihura, Vizcaíno Casas, García Nieto o Gonzalo Torrente Ballester. El 1948 es casa amb Enriqueta de Vallejo Alvarez, amb la que tindria cinc fills: María de la Soledad, Esther, Juan Jacinto, Luis Enrique i Alejandro.
L'any 1951 es dirigeix a la República Dominicana amb la finalitat d'organitzar el seu teatre Nacional. Res més instal·lar-se a Santo Domingo es posa a la feina estrenant al maig de 1952 els cèlebres Entremeses, de Cervantes, amb gran èxit.
A la fi de 1952 és cridat per a ocupar el lloc de Director del Teatro Español, càrrec que va ocupar durant dues temporades, ressaltant en aquesta etapa la posada en escena de Murió hace quince años (de Jiménez Arnau, Premi Lope de Vega), on sobresurt un jove Adolfo Marsillach.
L'any 1956 és nomenat Director-Fundador del Teatre Nacional de Càmera i Assaig. Entre 1960 i 1972 alterna la Direcció teatral amb la Càtedra de Teoria i Pràctica d'Interpretació a l'Escola Oficial de Cinema (1960-1964), la direcció de l'Aula de Teatre de l'Ateneo de Madrid (1961-1972) i amb cursos de lectures escenificades a l'Aula de teatre del Servei d'Educació i Cultura (1963-1968), on imparteix quatre cursos de lectures escenificades fent indistintament de director i intèrpret. També col·labora amb Alfonso Paso (1971-1975) en el denominat Teatro de Bolsillo que tenia la seva seu en el Teatre Club, dirigeix el Quadre Artístic de Radio Nacional de España i s'encarrega del muntatge de diverses obres per a Estudio 1 de Televisió Espanyola.
Entre diverses distincions, va rebre un dels Premis Ondas 1973, el Premio Nacional de Teatro de 1972 per la seva carrera, el de cavaller de l'Orde de Cisneros i el "Víctor de Plata" del Sindicato Español Universitario. Va morir a Madrid el 10 de novembre de 1985